# Ponte Hadsel

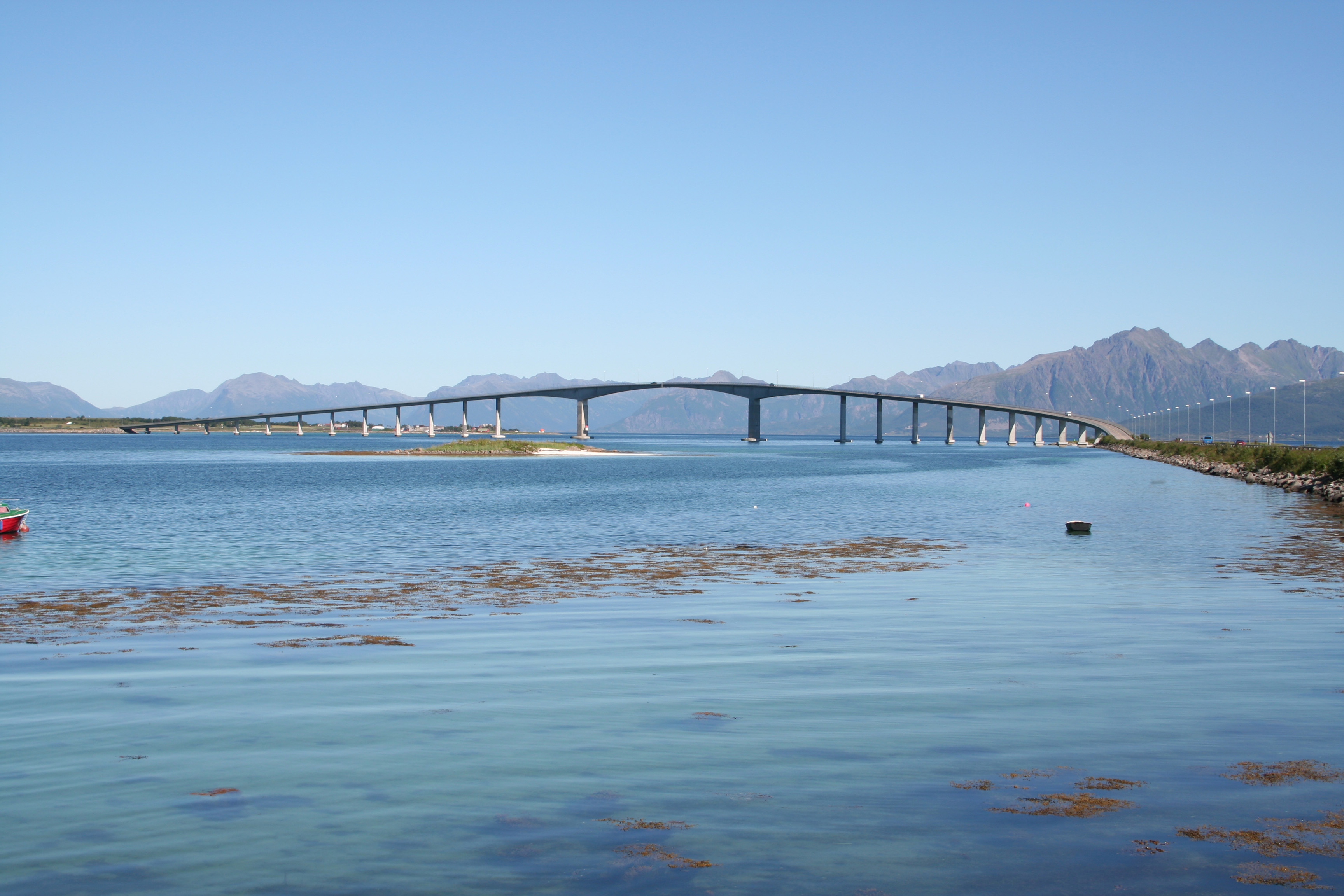
Ponte Hadsel

A ponte Hadsel (Hadselbrua) é uma ponte cantilever que atravessa Langøysundet entre Langøya e Børøya, na Noruega. Juntamente com a ponte Børøy liga Hadseløya e Stokmarknes até Langøya. A ponte tem extensão de 1011 metros, o maior vão livre entre pilares é de 150 metros e a altura máxima em relação ao nível do mar é de 30 metros. Tendo sido inaugurada em 1978, foi uma de quatro pontes que foram construídas na década de 1970 para ligar as ilhas de Vesterålen ao continente. As outras pontes que foram construídas durante esse período são Sortland, Andøy e Kvalsaukan. Juntamente com a ponte Tjeldsund, liga as ilhas de Vesterålen ao continente.
Antes da ponte ser construída, os passageiros atravessaram em um barco eram transportados em todo o vapor entre Sandnes Langøya e sobre a cidade de Stokmarknes sobre Hadseløya. Desde a sua inauguração, foi pedagiada durante muitos anos.